# Amplepuis
Amplepuis é uma comuna francesa na região administrativa de Auvérnia-Ródano-Alpes, no departamento do Ródano. Estende-se por uma área de 38.44 km². Em 2010 a comuna tinha 5 048 habitantes (densidade: 131,3 hab./km²).